# Лютик (приток Жраки)
Лютик — река в России, протекает в Рязанской области. Левый приток Жраки.

## География
Река Лютик берёт начало у села Гладкие Выселки. Течёт на восток. Устье реки находится у села Хавертово в 11 км по левому берегу реки Жрака. Длина реки составляет 10 км.

## Данные водного реестра
По данным государственного водного реестра России относится к Окскому бассейновому округу, водохозяйственный участок реки — Проня от истока и до устья, речной подбассейн реки — Бассейны притоков Оки до впадения Мокши. Речной бассейн реки — Ока.
Код объекта в государственном водном реестре — 09010102112110000025295.